# Fanny (band)
Fanny was een Amerikaanse rockband uit de jaren 70 rond de Filipijnse zussen June en Jean Millington (respectievelijk gitaar en bas). Net als de New Yorkse jazzrockformatie Isis verrichtte dit kwartet pionierswerk voor vrouwen in de popmuziek. Verschil is dat Fanny eerder bestond, meer aandacht kreeg van de pers en zelfs hits scoorde in Amerika en Engeland.

## Geschiedenis

### Vroege periode
June (14 april 1948) en Jean Millington (25 mei 1949) worden in Manilla geboren als dochters van een Amerikaanse marineofficier en een Filipijnse socialite. Ze leren op jonge leeftijd ukelele spelen, maar als ze in 1961 naar Sacramento, Californië emigreren raken ze gefascineerd door groepen als The Beach Boys en verruilen ze de ukelele voor een (elektrische) gitaar.
In 1965 richt June The Svelts op; de eerste vrouwelijke rockband in de omgeving. Jean wordt de bassiste omdat er al twee gitaristes zijn en omdat June de oudste zus is. Al snel raken de Svelts bevriend met andere vrouwelijke rockbands waardoor personeelsproblemen makkelijk op te lossen zijn. In 1968 wordt de zwangere drumster Brie Berry vervangen door Alice de Buhr (1950; Mason City, Iowa) en dient Addie Clement zich aan als nieuwe gitariste. In een opgeknapte Greyhound-bus toeren ze als coverband langs de Westkust.
Een paar maanden later verlaten Alice en Addie tijdelijk de Svelts om met hun eigen vrouwenband Wild Honey in het Midwesten op te treden; bij terugkeer nemen ze de groepsnaam mee en draaien ze een set Motown-covers in elkaar.
In 1969 vertrekt Wild Honey naar Los Angeles om een platencontract te scoren; zo niet dan is het terug naar de schoolbanken. Pas op de laatste avond, tijdens een open podium in de Troubadour, komt de secretaresse van Warner Records-producer Richard Perry kijken. Dit resulteert in een contract bij sublabel Reprise en een verhuizing naar San Jose. Zonder ze eerst te gezien of gehoord te hebben is Perry van mening dat hij de vrouwelijke Beatles heeft getekend.

### Debuutalbum en naamsverandering
Na het vertrek van Addie gaat Wild Honey in december 1969 de studio in om het debuutalbum op te nemen; al snel blijkt dat de band best een toetseniste kan gebruiken. Diverse kandidates worden gewogen en te licht bevonden; de jonge sessiemuzikante Nickey Barclay (1951; Washington D.C.) voldoet wel aan de criteria maar heeft tot dan toe uitsluitend met mannen gespeeld en is eraan gewend geraakt het enige meisje in de band te zijn. Op advies van Joe Cocker, voor wiens Mad Dogs & Englishmen-tournee ze de plaatopnamen onderbreekt, treedt ze dan toch in vaste dienst van Wild Honey.
Vlak voordat de plaat uitkomt (bestaande uit eigen werk en een cover van Badge van Cream) wordt de band omgedoopt tot Fanny; kort, vrouwelijk, stoer en makkelijk te onthouden. Fanny is een slang-term voor 'achterste' en op promotiefoto's worden de dames ruggelings gefotografeerd met slogans als Fanny: End Of An Era (vrij vertaald: Fanny: einde van een tijdperk). Nickey zegt daarover "Dat had ik bedacht, maar het was als een grapje bedoeld".
De band bouwt een live-reputatie op in Los Angeles (met name de Whisky A-Go-Go) en wordt door andere (veelal Britse) muzikanten omarmd. Pers en publiek blijven daarin achter; vrouwenbands worden niet serieus genomen en dat het debuutalbum van Fanny de eerste plaat is die volledig door vrouwen is ingespeeld en gezongen maakt dan ook geen indruk. "Stelletje uitslovers" oordeelt een recensent.

### Doorbraak
Het tweede album, Charity Ball, bevat funk-invloeden en een cover van Stephen Stills' Special Care. Ditmaal zijn de recensies wel positief; de pers voorspelt zelfs dat de dames tot supersterren zullen uitgroeien. Het titelnummer wordt in november 1971 een top 40-hit en Fanny treedt veelvuldig op; in binnen- en buitenland, als voorprogramma van mega-bands en met eigen concerten in grote zalen.
Het succes is dusdanig dat Fanny wordt gevraagd om Barbra Streisand te begeleiden op haar album Stoney End en dat andere platenmaatschappijen ook op zoek gaan naar vrouwenbands.
In 1972 trekken de 'vrouwelijke Beatles' naar de Apple-studio in Londen om hun derde plaat op te nemen; geheel toepasselijk coveren ze Hey Bulldog van het Liverpoolse viertal, maar ook 'Ain't That Peculiar van  Marvin Gaye. Het zelfgeschreven First Time In A Long Time wordt in 2002 het titelnummer van een allesomvattende cd-box. Tijdens hun verblijf in Engeland wordt ook een theereclame opgenomen die in bioscopen wordt vertoond.
In 1973 verschijnt het vierde album; Mother's Pride is niet geproduceerd door Richard Perry maar door Todd Rundgren en rockt harder dan het voorgaande werk. Ditmaal zijn de coverversies van Randy Newman (Last Night I Had A Dream) en David Skinner (Old Hat).

### Het begin van het einde
Ondertussen is de band ook in Engeland doorgebroken en wordt er tweemaal getoerd; op uitnodiging van o.a. Van Morrison, Chicago, Thin Lizzy en Jethro Tull, maar ook met eigen concerten waarin andere vrouwenbands (zoals Isis) het voorprogramma verzorgen. In juni is Fanny te zien in het muziekprogramma Old Grey Whistle Test.
Maar het harde werken begint z'n tol te eisen; diezelfde maand krijgt June een zenuwinzinking en besluit ze de band te verlaten waar ze jarenlang al haar energie in heeft gestoken. June verhuist naar Woodstock om zich muzikaal en geestelijk verder te ontwikkelen. Een vervangster wordt gevonden in Patti Quatro (zus van glamrockzangeres Suzi) die met haar eigen band Cradle voor Fanny opwarmt in Detroit. Niet veel later houdt ook Alice het voor gezien; zij wordt vervangen door ex-lid Brie Brandt-Howard.
Het is deze bezetting die in 1974 een contract tekent bij Casablanca en net als stalgenoten KISS en Parliament voor theatrale live-shows kiest. In het najaar verschijnt het album Rock & Roll Survivors waarop ditmaal Let's Spend The Night Together van The Rolling Stones wordt gecoverd. De producer is James Newton Howard met wie Brie na afloop van de opnamesessies trouwt en derhalve uit de band stapt; zij wordt vervangen door Cam Davis. Ook Nickey vertrekt uit onvrede met de nieuwe richting en de bandleidersrol die Patti zich heeft aangemeten. Jean, het enige originele lid, is daar evenmin over te spreken en begin 1975 wordt Patti eruit gezet. Cam houdt de eer aan zichzelf; zij stapt op omdat ze niet kan aarden in de band.

### Afscheidstournee
Als Butterboy (een ode aan Jeans kortstondige relatiepartner David Bowie) de 29e plaats in de hitlijsten haalt is er geen band meer om deze single te promoten. Vandaar dat June en Brie worden overgehaald om nog een keer op tournee te gaan. Om contractuele redenen doen ze dat onder de naam LA All Stars en spelen ze uitsluitend nieuw materiaal; ze worden bijgestaan door toetseniste Wendy Haas en percussioniste Padi Moschetta, beiden afkomstig uit June's eigen band Smiles.
De afscheidstournee duurt tot 4 juli en is een groot succes. De dames besluiten om door te gaan en krijgen in 1976 een contract aangeboden van Arista; ze hoeven alleen maar de naam terug te veranderen in Fanny en als een soort eigen tribute-band weer de oude nummers te gaan spelen. June weigert dat en binnen de kortste keren zijn de LA All Stars ter ziele.
Datzelfde jaar brengt Nickey (tegenwoordig woonachtig in Ierland onder een andere naam) een solo-album uit.

### Solo- en duoprojecten
Na haar vertrek uit Fanny leidt June een bestaan als freelance-muzikant; zo werkt ze mee aan het tweede album van Isis en door singer-songwriter Cris Williamson (haar toekomstige liefde) te begeleiden komt ze in aanraking met de feministische beweging. June leidt sinds 1987 een internationale muziekschool voor meisjes waarmee ze jaarlijks vier zomerkampen organiseert en treedt nog steeds op, met en zonder Jean (naast muzikant ook kruidenvrouw). Jeans zoon Lee (geboren uit haar huwelijk met voormalig Bowie-gitarist Earl Slick) speelt mee als drummer.
Op 20 april 2007 worden June en Jean na 34 jaar herenigd met Alice tijdens de uitreiking van de Rockgirl Awards; ze krijgen een onderscheiding voor hun verdiensten. Ook op 17 augustus 2011, bij de lancering van de cd Play Like A Girl (vernoemd naar een affiche van het zomerkamp uit 2008), komt Alice meespelen.

### Toch een reünie
In 2016 kwam Brie Howard meespelen bij een duo-optreden van de Millingtons. In 2018 brachten ze gedrieën een nieuw album uit onder de naam Fanny Walked The Earth en gaven ze een benefietconcert voor Jean Millington die herstellende was van een beroerte. In 2021 verscheen de documentaire Fanny: The Right to Rock, geregisseerd door Bobbi Jo Hart. De band gaf een aantal (livestream)concerten.
Op 20 mei 2023 gaf Fanny een concert in de Yerba Buena Gardens in San Francisco met voorprogramma van lokale artiesten; dit ter promotie van een nieuw uit te brengen album op een major platenlabel